# Ulrich Alois Weidmann

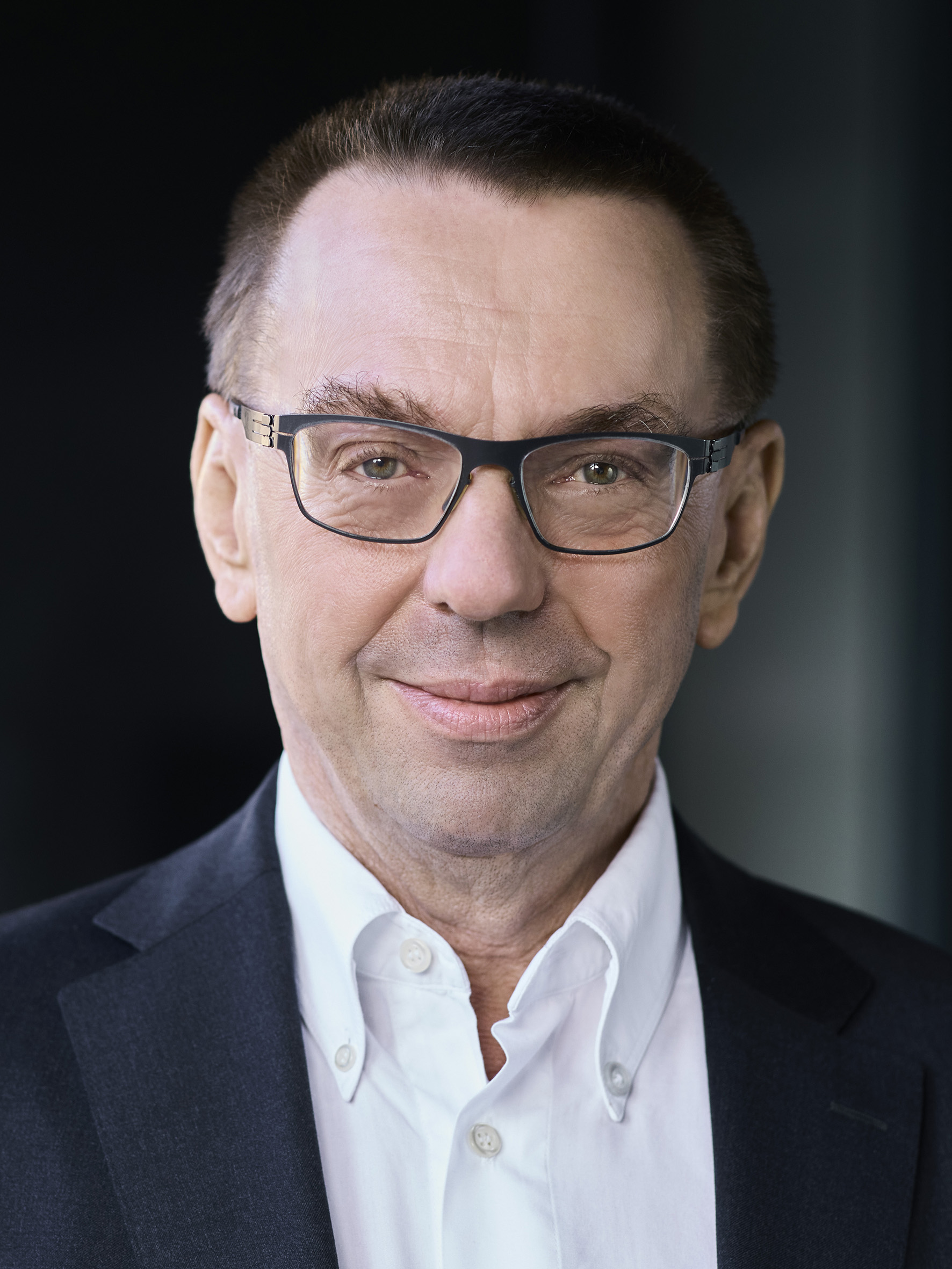
Ulrich Weidmann (2021)

Ulrich Alois Benedikt Weidmann (* 21. März 1963 in Chur; Heimatort Einsiedeln) ist ein Schweizer Bauingenieur und Hochschullehrer. Er ist Mitglied der Schulleitung der ETH Zürich.

## Werdegang
Weidmann wuchs in Schwyz und Zürich-Höngg auf. Er besuchte das Literaturgymnasium Zürich-Rämibühl und schloss 1983 mit der Matura Typ B ab. Anschliessend studierte er Bauingenieurwesen an der ETH Zürich und beendete 1988 seine Diplomarbeit mit dem Titel Umfahrung Wolfenschiessen. Dafür erhielt er die Silberne Medaille der ETH. Es folgte eine Assistententätigkeit und seine Doktorarbeit am Institut für Verkehrsplanung, Transporttechnik, Strassen- und Eisenbahnbau der ETH Zürich. Mit der Dissertation Fahrgastwechsel im öffentlichen Personenverkehr wurde er 1994 bei Heinrich Brändli promoviert. Von 1995 bis 2004 arbeitete Weidmann in unterschiedlichen Funktionen für die SBB, zuletzt als Geschäftsbereichsleiter der SBB-Infrastrukturdivision unter anderem zuständig für Bahntechnik, Architektur, Diagnosetechnik und Innovationsmanagement. Mitte 2004 trat er die Stelle als Ordentlicher Professor für Verkehrssysteme am Departement Bau, Umwelt und Geomatik der ETH Zürich an. Seit Januar 2016 ist er als Vizepräsident für Infrastruktur und Nachhaltigkeit Mitglied der Schulleitung der ETH Zürich.
Dieser Bereich der Schulleitung verantwortet Beschaffung, Erneuerung und Instandhaltung bedarfsgerechter Infrastrukturen wie auch Dienstleistungen für Lehre, Forschung und Administration.

## Forschung und Projekte
Seine Forschungsschwerpunkte waren:
- Entscheidungsunterstützung für Personenverkehrssysteme
- Integration der Güterbahn in die Logistikketten
- Leistungsfähigkeit und Netzstabilität
- Weiterentwicklung der Bahninfrastruktur[5]

## Weitere Tätigkeiten
- 1990 bis 1993: Präsident Christlichdemokratische Volkspartei (CVP, heute Die Mitte) der Stadt Zürich
- 1990 bis 1993: Gemeinderat der Stadt Zürich
- ab 2018: Stiftungsrat Stiftung zur Förderung einer behindertengerechten baulichen Umwelt
- ab 2020: Stiftungsratspräsident Stiftung für studentisches Wohnen, Zürich
- Verwaltungsrat (VR) Swiss Library Service Platform
- Vorstand Akademischer Sportverband Zürich (ASVZ)
- VR Verkehrsbetriebe Glattal
- VR Auto AG Schwyz
- VR Polybahn
- 2025: Berater von Bundesrat Albert Rösti für den koordinierten Ausbau von Schiene und Strasse in der Schweiz[6]